# 哈尔德韦克
哈尔德韦克（荷蘭語：Harderwijk）是荷兰海尔德兰省的一个市镇和城市。